# Matrículas automovilísticas de Venezuela

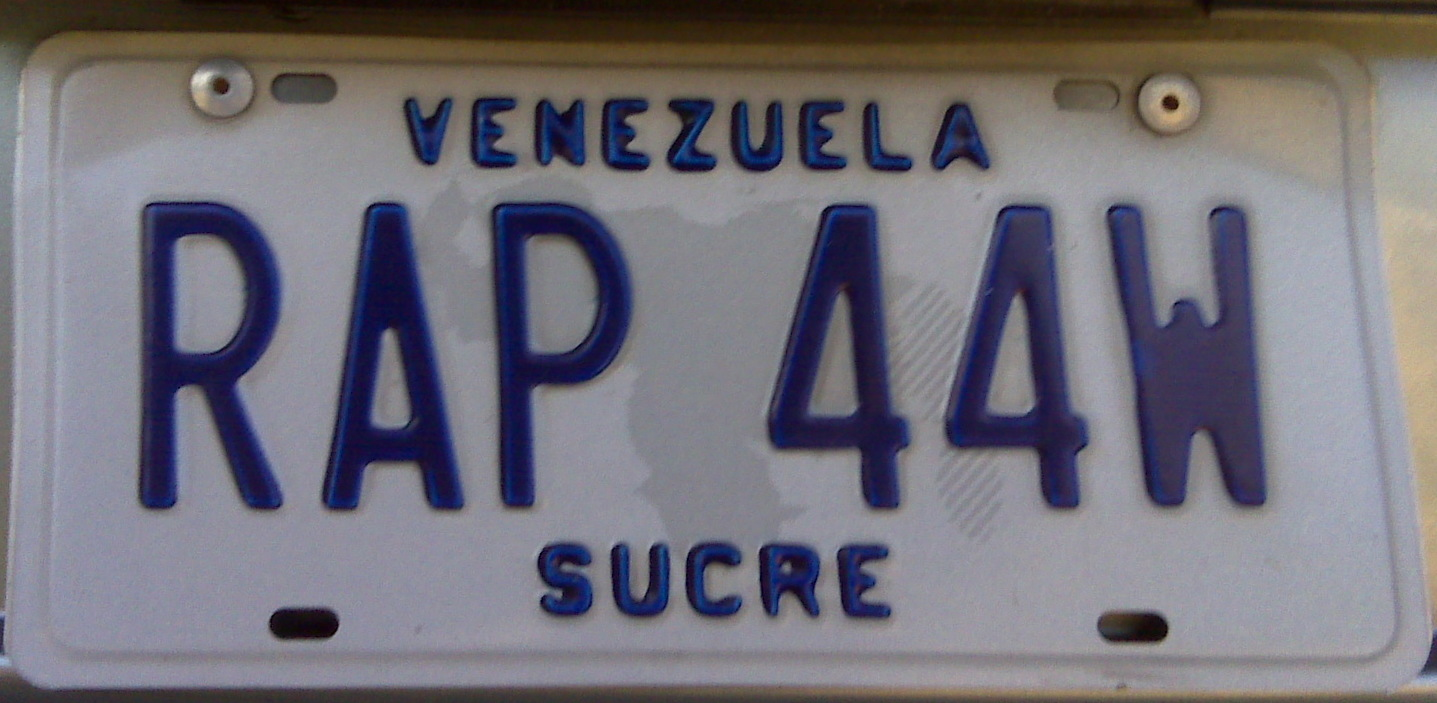
Matrícula automovilística vigente entre 1997 y 2008.

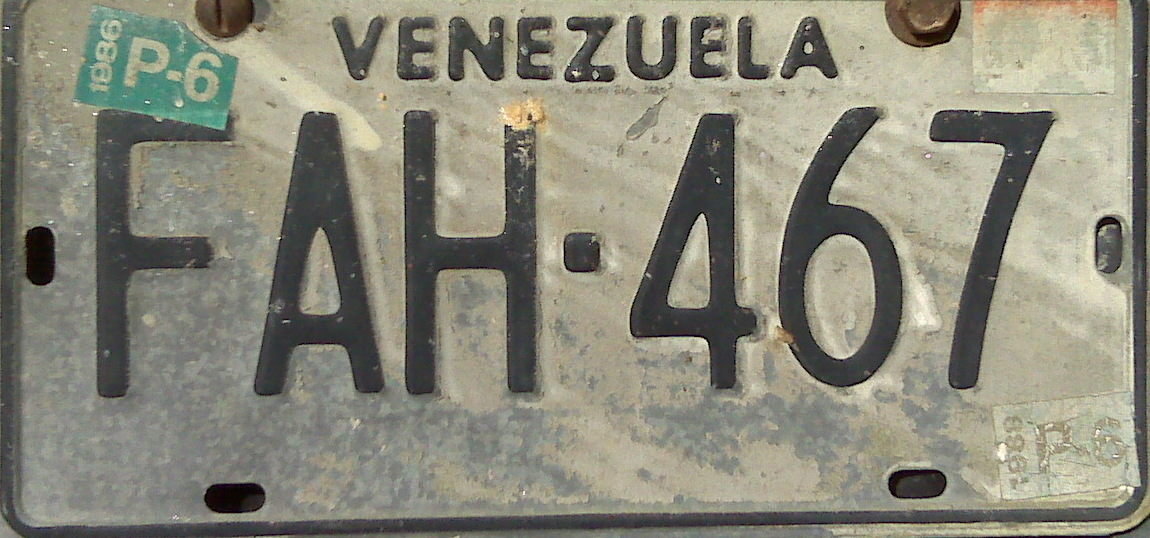
Matrícula automovilística vigente entre 1982 y 1997.

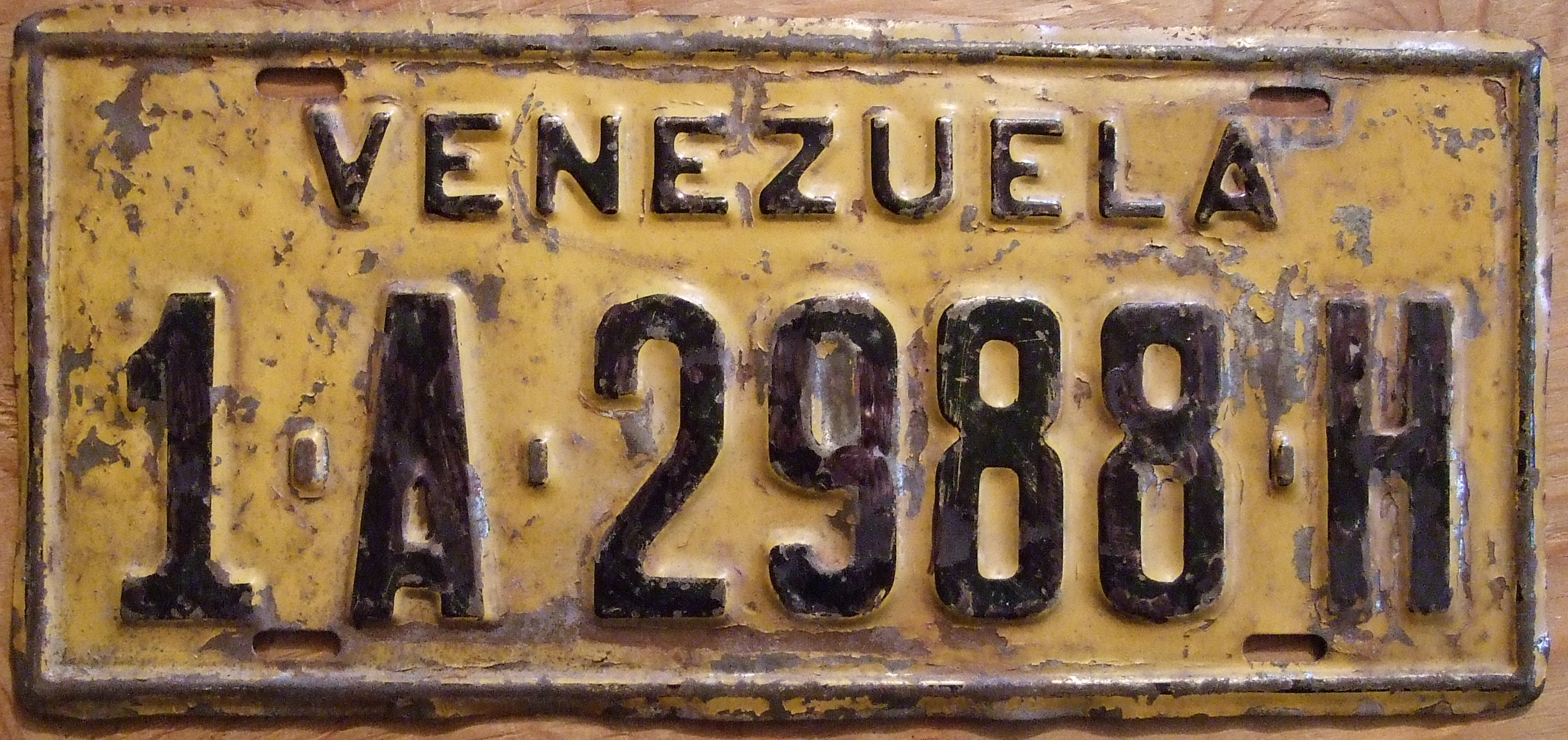
Matrícula automovilística vigente hacia 1955.

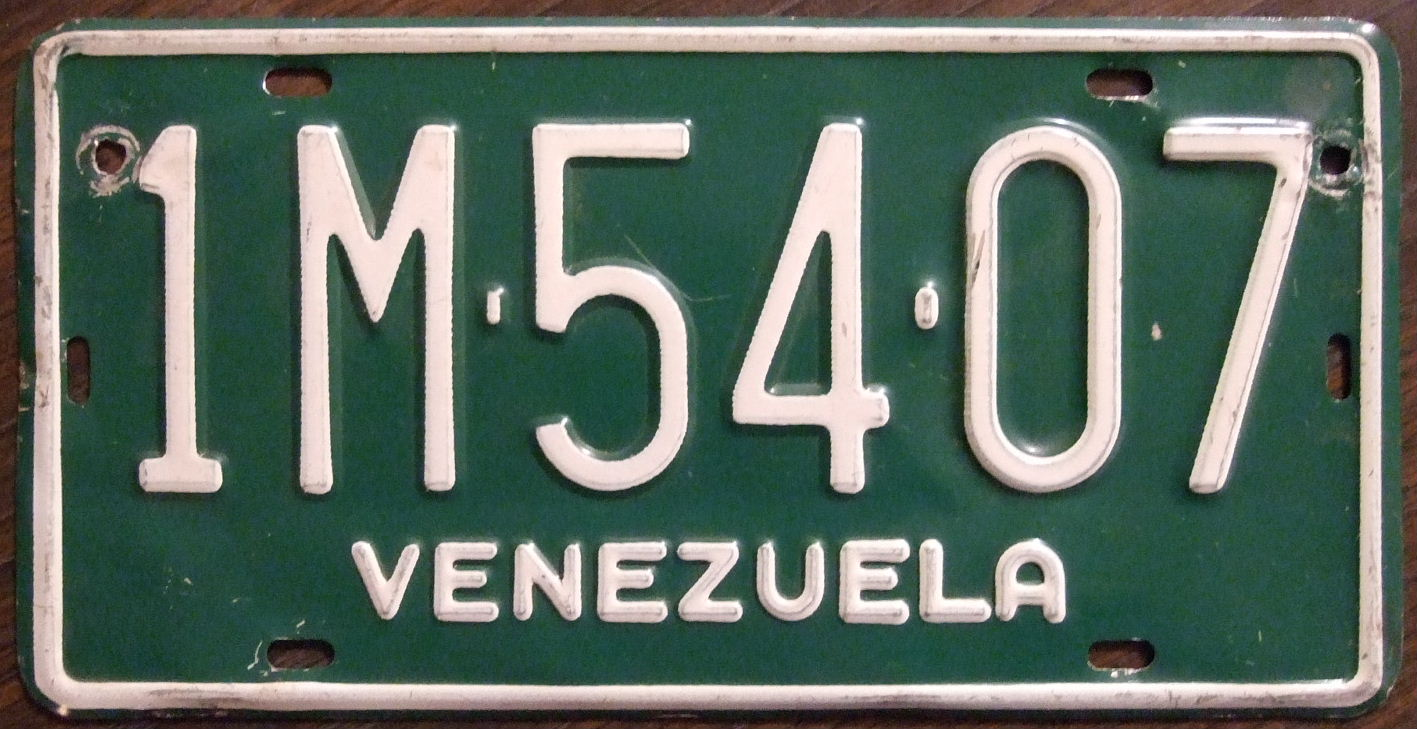
Matrícula automovilística vigente en los años 1950.

Las matrículas automovilísticas de Venezuela (también llamadas placas) son distintivos utilizados para la identificación de todos los vehículos automotores que transiten por las vías de comunicación nacionales. El sistema de codificación vigente desde 2008 establece una serialiación consistente de cuatro letras y tres números. 

Las matrículas varían según el tipo de transporte y su uso determinado.
En las matrículas automovilísticas, se mantuvo la designación de Distrito Federal se mantuvo entre 1995 y 2008, ya que en el año 2009 se cambiaron las matrículas de 6 a 7 caracteres y se reemplaza la denominación anterior por la de Distrito Capital

## Formato
Las matrículas venezolanas poseen una serialización de cuatro letras y tres números, para un total de siete caracteres (AB123CD). Las placas poseen una forma rectangular de 300 mm x 150 mm, enmarcado con bordes negros y un fondo de color blanco en el que se haya superpuesta una impresión de la bandera nacional. El serial alfanumérico se encuentra en el centro de la placa, cuya secuencia de dígitos se corresponderá con el tipo de vehículo. En la parte superior lleva inscrita la leyenda República Bolivariana de Venezuela en color azul, mientras que en la parte inferior se indicará la entidad federal en la que se encuentre domiciliado el propietario del vehículo. La última letra del serial particular indicará por código esa misma localidad.
Desde el año 2021 las matrículas traen en la parte inferior derecha un código QR para identificar al vehículo.

## Identificación

### Según la entidad federal
La disposición legal vigente establece que la última letra de la placa indique la entidad federal en la que el vehículo fue matriculado. En resoluciones anteriores, esto se ubicaba en la primera letra.
| Código | Estado           |
| ------ | ---------------- |
| A      | Distrito Capital |
| B      | Anzoátegui       |
| C      | Apure            |
| D      | Aragua           |
| E      | Barinas          |
| F      | Bolívar          |
| G      | Carabobo         |
| H      | Cojedes          |
| I      | Falcón           |
| J      | Guárico          |
| K      | Lara             |
| L      | Mérida           |
| M      | Miranda          |
| N      | Monagas          |
| O      | Nueva Esparta    |
| P      | Portuguesa       |
| R      | Sucre            |
| S      | Táchira          |
| T      | Trujillo         |
| U      | Yaracuy          |
| V      | Zulia            |
| W      | La Guaira        |
| X      | Amazonas         |
| Y      | Delta Amacuro    |

Se descarta la utilización de la letra Q para evitar confusiones con el número 0 y la letra O, aunque fue utilizada de manera breve en por el Ministerio de Transporte y Comunicaciones en los años 1990. Durante esta década comenzó la utilización de las letras W, X y Y para designar a los antiguos territorios federales que fueron elevados a la categoría de estado: Delta Amacuro en 1991, Amazonas en 1992 y Vargas en 1998. Por su parte, la letra Z es usada para la seralización, pero no designa a ninguna entidad en particular.

### Según el tipo de vehículo
Las matrículas entre vehículos ordinarios (particulares) y los especiales presentan diferencias en cuanto al ordenamiento de sus caracteres, así como en sus medidas, diseños y dispositivos de seguridad dependiendo del uso o el organismo al cual se encuentre asignado.

#### Ordinarios
| Tipo                     | Formato | Descripción | Foto |
| ------------------------ | ------- | --- | ---- |
| Automóviles particulares | xx123xA | Para uso de vehículos particulares. Las (x) indican los caracteres alfatéticos variables. La A al final designa a la entidad federal en la que se encuentre domiciliado el propietario del vehículo. |      |

#### Especiales
| Tipo                                                                  | Formato                                                                                               | Descripción |
| --------------------------------------------------------------------- | --- | --- |
| Tracción de sangre                                                    | x1xx2A                                                                                                | Las (x) indican los caracteres alfabéticos variables y los números indican caracteres numéricos variables. La A al final designa a la entidad federal. Es la única matrícula que presenta solo seis caracteres. |
| Motocicletas                                                          | xx1x23G                                                                                               | Las (x) indican los caracteres alfabéticos variables y los números indican caracteres numéricos variables. La G al final designa al estado Carabobo. |
| Automóviles, minibuses, camionetas de pasajeros y casas rodantes      | xx123xA                                                                                               | Ídem. |
| Vehículos de carga                                                    | x12xx3A                                                                                               | Ídem. |
| Grúas                                                                 | x12x34A                                                                                               | Ídem. |
| Vehículos para minusválidos                                           | (Símbolo)x12x3A                                                                                       | Ídem. |
| Transporte escolar                                                    | x123x4A                                                                                               | Ídem. |
| Transporte privado                                                    | x1234xA                                                                                               | Ídem. |
| Transporte turístico                                                  | Rústico: x1xx23A Minibuses: x12x3xx Autobuses: x1x2x3x                                                | Ídem. |
| Transporte público urbano                                             | 01xx2xA                                                                                               | Ídem. Los números al inicio de los seriales son fijos. |
| Transporte público suburbano                                          | Automóviles: 12x3x4A Minibuses: 21x34xA Autobuses: 31xx24A                                            | Ídem. Los números al inicio de los seriales son fijos. |
| Transporte público interurbano                                        | Automóviles: 412x3xA Minibuses: 512xx3A Autobuses: 6123x4A                                            | Ídem. Los números al inicio de los seriales son fijos. |
| Taxis                                                                 | 7x1x2xA                                                                                               | Ídem. Los números al inicio de los seriales son fijos. |
| Transporte público en zona periférica                                 | Rústico: 8x1x23A Minibuses: 9x123xA                                                                   | Ídem. Los números al inicio de los seriales son fijos. |
| Vehículos de prueba, chasis y provisionales                           | 123456A                                                                                               | Ídem. Debajo del serial se debe llevar la inscripción Temporal. La placa debe llevar un fondo de color amarillo lima y caracteres en negro. |
| Vehículos ingresados al país bajo el Régimen Especial de Puerto Libre | Motocicletas: xx1234O Vehículos sin fines de lucro: xx12x3O Carga: x1x234O Trasporte público: 1xx234O | Ídem. La O al final del serial, simbolizando al estado Nueva Esparta, es fija. Debajo del serial se debe llevar la inscripción Puerto Libre. La placa debe llevar de fondo un mapa del estado en gris difuminado en el centro. Al lado izquierdo, una franja vertical difuminada de color rojo, y del lado derecho un diseño de la bandera nacional. |

#### Oficiales
| Tipo                                                             | Formato                                                                       | Descripción | Foto |
| ---------------------------------------------------------------- | ----------------------------------------------------------------------------- | --- | ---- |
| Poder Ejecutivo                                                  | Presidente: 01 Vicepresidente: 02 Ministros: 03 Procurador general: 04        | Exclusivos de los cargos mencionados. La placa lleva un diseño a relieve y coloreado del escudo nacional seguido de los números asignados, sobre un fondo dorado y con caracteres alfanuméricos negros. Debajo del serial, el cargo que representa. |      |
| Poder Legislativo                                                | Presidente de la AN: PL-01 Vicepresidentes de la AN: PL-02 y PL-03            | Íbidem. Debajo del serial, el cargo que representa, impreso o rotulado de forma abreviada. |      |
| Poder Judicial                                                   | Presidente del TSJ: PJ-01 Magistrado principal: PJ-02                         | Íbidem. |      |
| Poder Ciudadano                                                  | Contralor general: PC-01 Defensor del Pueblo: PC-02 Fiscal general: PC-03     | Íbidem. |      |
| Poder Electoral                                                  | Presidente del CNE: PE-01 Rector principal del CNE: PE-02                     | Íbidem. |      |
| Cuerpo diplomático                                               | (Serial asignado por el MPPRE)                                                | Las placas llevan un fondo rojo con caracteres alfanuméricos en blanco. Debajo del serial, la inscripción Cuerpo Diplomático o Cuerpo Consular estampado en relieve. |      |
| Poder Público Estadal                                            | 01-A                                                                          | Exclusivos de los gobernadores estadales. Diseño y fondo idénticos a las placas del Poder Público Nacional. La letra al final identifica al estado del mandatario regional. |      |
| Poder Público Municipal                                          | 23-A                                                                          | Exclusivos de los alcaldes de municipios. Diseño y fondo idénticos. La letra al final identifica al estado al cual pertenece el municipio del alcalde. |      |
| Fuerza Armada Nacional                                           | Ejército: 0000001 Aviación: 0000002 Armada: 0000003 Guardia Nacional: 0000004 | Únicamente asignados a los vehículos de uso oficial. Los números fijos identifican al componente, mientras que el resto de los caracteres correlativos varían. De manera opcional, se puede utilizar un escudo impreso, según el criterio de cada componente militar. Las placas tendrán un fondo azul y los caracteres estarán en blanco. Debajo del serial, la palabra que identifique al componente. |      |
| Cuerpo Técnico de Vigilancia del Tránsito y Transporte Terrestre | TT-12345                                                                      | Números variables. Opcionalmente se podrá incorporar un escudo o el logo del MPPTOP. La placa tendrá un fondo naranja y caracteres alfanuméricos azules. |      |
| Policías, ambulancias, cuerpos de bomberos y medicatura forense  | 1-01-A                                                                        | El primer número identifica al cuerpo, seguido de números correlativos asignados y una letra que identifique a la entidad federal. Placas con las palabras o escudo del componente. Diseño de fondo verde y caracteres alfanuméricos blancos. |      |

## Controversias
Las nuevas matrículas venezolanas vigentes desde 2008 han sido fuertemente criticadas por la ciudadanía y por los cuerpos de seguridad debido a que es difícil identificar un vehículo a la hora de cualquier tipo de evento, por lo que hace ser entrañable el antiguo sistema (1982 -1997) en donde las placas poseían tres letras y tres números, el tipo de uso se identificaba con colores en el fondo de la placa y en el fondo de las letras, las placas especiales también eran visiblemente notables (escolares, taxi, por puesto y poderes públicos). Se ha determinado a nivel mundial que mientras más números y letras posea la matrícula o placa de un vehículo más difícil y tedioso es el sistema de identificación.